# Xenoflustra
Xenoflustra is een monotypisch mosdiertjesgeslacht uit de familie van de Bugulidae en de orde Cheilostomatida.

## Soorten
- Xenoflustra voigti Moyano, 2011